# Chiesa di Santa Maria Maddalena (Pisa)
La chiesa di Santa Maria Maddalena di Pisa si trova in via Giuseppe Mazzini.
L'oratorio su cui sorge la chiesa attuale risaliva al 1156 e apparteneva alle religiose dell'Ordine di Malta. Nel 1717 Andrea Vaccà lo riedificò nelle eleganti forme barocche che ancora mantiene nonostante i danni della seconda guerra mondiale e che si evidenzia nella facciata con ricco portale e nell'interno ad aula unica, voltata a botte, con altari monumentali in stucchi e in marmi dello stesso Vaccà.
Sugli altari, dipinti del XVII secolo, e sull'altar maggiore Crocifisso ligneo del 1640.

## Altre immagini

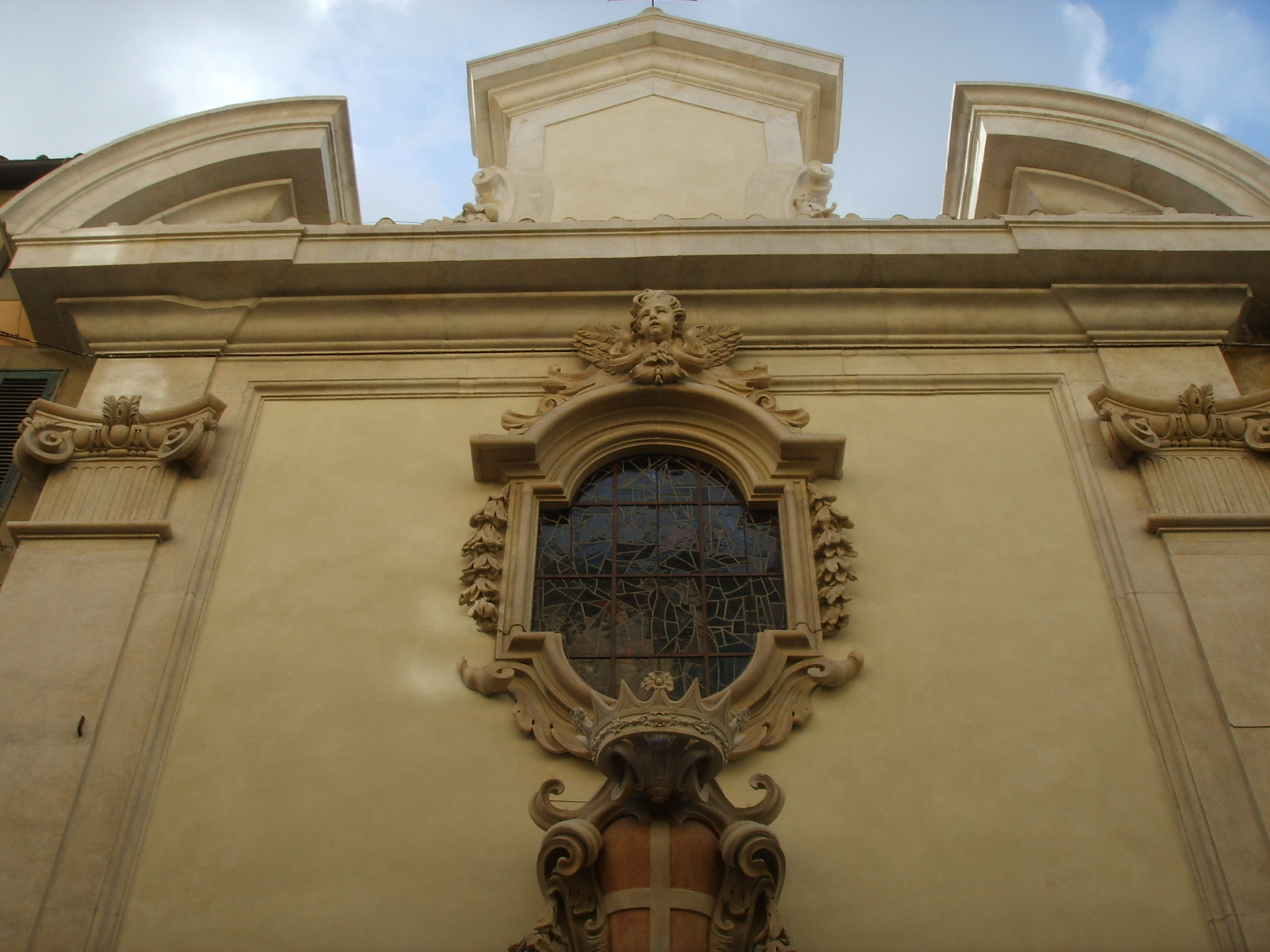
Dettaglio della facciata
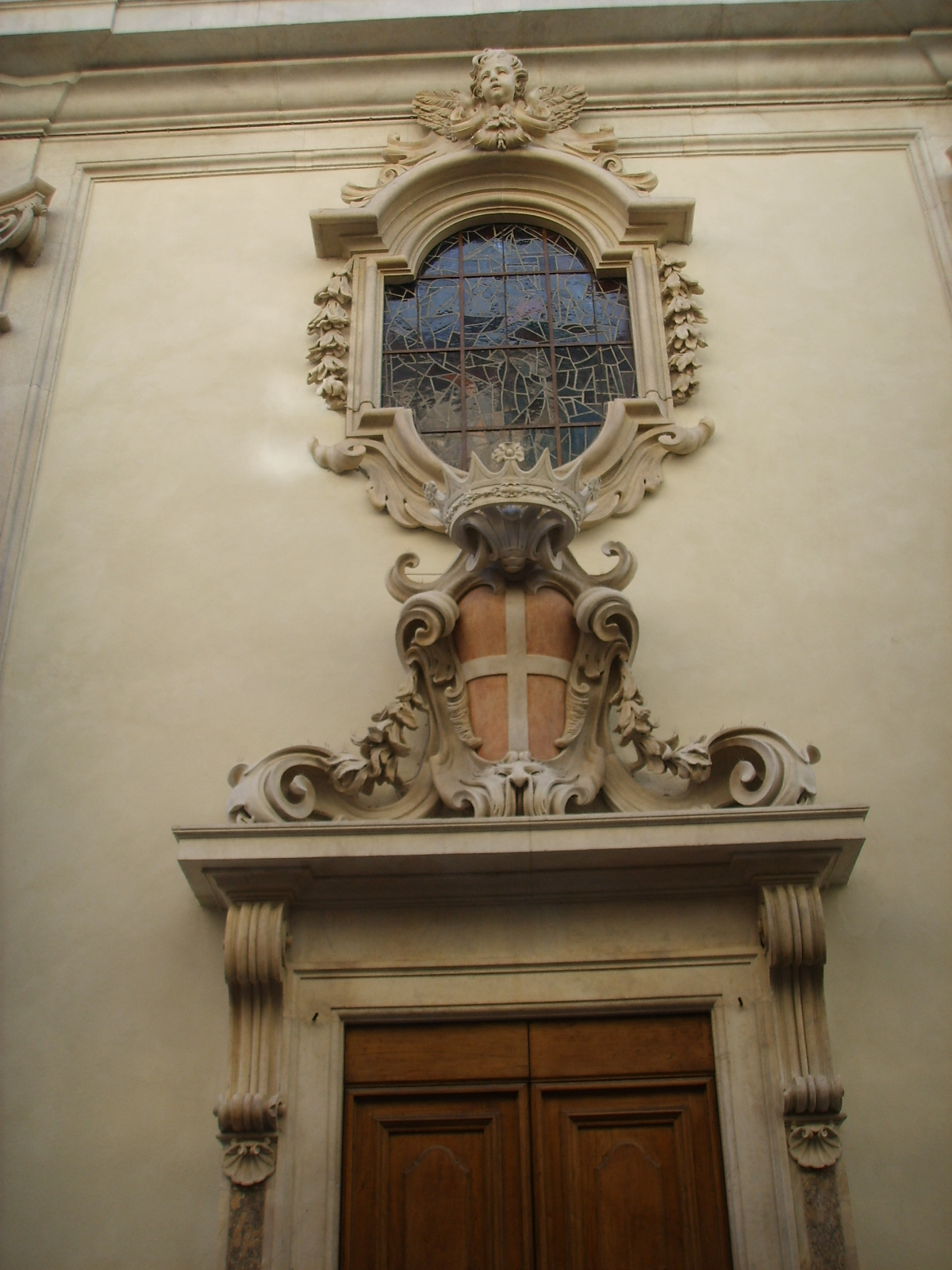
Dettaglio della facciata